# Samsung Galaxy S III Mini
Samsung Galaxy S III Mini (модельний номер — I8190, інші варіанти — I8190N, I8190T) — смартфон із серії Galaxy S, розроблений компанією Samsung Electronics, анонсований 11 жовтня 2012 року. Апарат є зменшеним варіантом флагману 2012 року Samsung Galaxy S III, його наступник — Samsung Galaxy S4 Mini.

## Зовнішній вигляд
Зовнішньо Samsung Galaxy S III Mini загалом дуже схожий на Samsung Galaxy S III: корпус подібно зроблений повністю із пластику. Зі змін: зменшились фізичні розміри (121,6x63x9,9 мм), клавіша Додому розташована дещо вище а ніж у «старшого брата»

## Характеристики смартфону

### Апаратне забезпечення
Смартфон працює на базі двоядерного процесора NovaThor U8420 (архітектура ARMv7) від ST-Ericsson, графічний процесор — Mali-400MP. Оперативна пам'ять — 1 Гб і вбудована пам'ять — 16 Гб (слот розширення пам'яті microSD до 32 Гб). Апарат оснащений 4-дюймовим (101,6 мм відповідно) екраном із роздільною здатністю 480 x 800 пікселів, тобто із щільністю пікселів 233 (ppi), що виконаний за технологією Super AMOLED. В апарат вбудовано 5-мегапіксельну основну камеру, що може знімати HD-відео (720p) із частотою 30 кадрів на секунду, і фронтальною 0,3-мегапіксельною камерою. Дані передаються бездротовими модулями Wi-Fi (802.11a/b/g/n/), Bluetooth 4.0, NFC, DLNA. Підтримує мобільні мережі 4 покоління (LTE, залежно від моделі), вбудована антена стандарту GPS + GLONASS. Весь апарат працює від Li-ion акумулятора ємністю 1500 мА·г, що може пропрацювати у режимі очікування 460 годин (19,2 дня), у режимі розмови — 14,16 години і важить 112 грамів.

### Програмне забезпечення
Смартфон Samsung Galaxy S III Mini постачається із встановленою Android Jelly Bean версії 4.1. Також встановлено новий фірмовий користувацький інтерфейс TouchWiz Nature UX.

## Критика
Ресурс «PhoneArena» поставив апарату 8,9 із 10 балів, сказавши, що «Samsung Galaxy S III mini є прекрасним смартфоном для широких мас». До плюсів зараховано дизайн («витончений і зручний»), Android 4.1 Jelly Bean, до мінусів — камера («запис відео таке собі»), фізичні клавіші («могли б бути кращими»).
«TechRadar» поставив 3,5/5, сказавши, що «він задовільняє всі вимоги і постачається з дуже пристойною ціною». Сподобались дизайн («зменшений») Android Jelly Bean, слот microSD, екран («яскравий»), не сподобались — вартість («дорогий»), процесор («двоядерний»), екран («низька роздільна здатність»), Samsung Apps.
«CNET UK» поставив оцінку 3,5/5 , сказавши, що «загалом, S3 Mini дуже принадний апарат». Плюсами смартфону названо остання версія Android, батарея («пристойний час роботи»), якість дзвінків («пристойна»), розміри («зручно лежить у руці»), мінусами — ціна («надто дорого»), гірший за дешевший Nexus 4.